# Cálculo del caudal de agua en tuberías
El cálculo del caudal de agua que recorre un conjunto de tuberías, que forman una red o un circuito, es importante para determinar las necesidades de energía que harán que el agua circule por ellas en las condiciones determinadas por el proyecto que se trate.
El conjunto de tuberías puede pertenecer a redes tanto en los edificios, como la de calefacción o la de agua corriente, como en la industria.

## Circulación del agua
En estas redes se trata de conseguir que las tuberías sean capaces de llevar un cierto caudal, a una velocidad limitada (generalmente para evitar ruidos por las turbulencias) lo que exige aplicar una cierta energía, en forma de presión, en el sistema, presión que depende de las condiciones de circulación y de la red.
Para que el agua circule entre dos puntos, desde un punto inicial a un punto final, debe existir entre estos dos puntos una diferencia de presión. 
Esta diferencia de presiones debe igualarse a la energía necesaria para:
- Vencer el rozamiento debido a la rugosidad de la tubería (pérdida de carga lineal) y lás pérdidas en los accidentes del recorrido (pérdidas de carga localizadas).
- Mantener o no los efectos de la viscosidad del líquido, sin importar el régimen (laminar, transicional o turbulento).
- Vencer la diferencia de alturas entre el punto inicial y el punto más alto del recorrido (presión hidrostática).[1]

Para evaluar la energía necesaria han de conocerse las propiedades físicas intrínsecas del fluido en cuestión, así como una serie de características que han de aplicarse a su circulación por la red o circuito, tales como:
- Régimen de funcionamiento (régimen laminar, régimen transicional o régimen turbulento)
- Caudal circulante, volumen de agua por unidad de tiempo (energía por velocidad dinámica)
- Presión interna (energía de presión)
- Velocidad de circulación (energía cinética)
- Energía por posición (energía potencial)

## Relaciones básicas
El cálculo del caudal de agua viene expresado por la ecuación de continuidad:
{\displaystyle Q=v\cdot A}
donde:
- {\displaystyle Q} es el caudal (m³/s)
- {\displaystyle v} es la velocidad (m/s)
- {\displaystyle A} es el área de la sección transversal de la tubería (m²)

El cálculo de caudales se basa en el Principio de Bernoulli que, para un líquido que fluye en un conducto sin rozamiento, se expresa como:
{\displaystyle z+{\frac {v^{2}}{2g}}+{\frac {P}{\rho g}}=constante}
donde:
- {\displaystyle z} es el valor de posición del líquido (de su centroide), respecto a un sistema de coordenadas. Se le conoce también como altura de posición.
- {\displaystyle g} es el valor de la aceleración de la gravedad.
- {\displaystyle {\rho }} es el valor de la densidad del líquido.
- {\displaystyle P} es el valor de la presión del líquido confinado dentro de la tubería.

Es importante tener en cuenta que esta ecuación es válida tanto para presiones absolutas (la presión en un punto del fluido, más la presión atmosférica), como para presiones relativas (solamente la presión en el punto del fluido sin considerar la presión atmosférica). Como en los circuitos que se suelen estudiar, las diferencias de altura son relativamente reducidas, puede considerarse que la presión atmosférica es constante y generalmente se usa utilizando presiones relativas.
Se aprecia que los tres sumandos son, dimensionalmente, una longitud, por lo que el principio normalmente se expresa enunciando que, a lo largo de una línea de corriente, la suma de la altura geométrica ({\displaystyle z}) la altura de velocidad ({\displaystyle {\frac {v^{2}}{2g}}})y la altura de presión ({\displaystyle {\frac {P}{\rho g}}}), se mantiene constante.
Considerando el rozamiento presente en las paredes de la tubería al desplazarse el líquido, la ecuación entre dos puntos 1 y 2 se puede expresar como:
{\displaystyle z_{1}+{\frac {v_{1}^{2}}{2g}}+{\frac {P_{1}}{\rho g}}=z_{2}+{\frac {v_{2}^{2}}{2g}}+{\frac {P_{2}}{\rho g}}+perdidas(1,2)}

o lo que es igual
{\displaystyle (z_{1}-z_{2})+{\frac {(v_{1}^{2}-v_{2}^{2})}{2g}}+{\frac {(P_{1}-P_{2})}{\rho g}}=perdidas(1,2)},

donde pérdidas(1,2) es la pérdida de energía (o de altura) que sufre el fluido por rozamiento al circular entre el punto 1 y el punto 2. Esta ecuación es aplicable por igual al flujo por tuberías como por canales y ríos.
Si L es la distancia entre los puntos 1 y 2 (medidos a lo largo de la conducción), entonces el cociente (pérdidas (1,2)) / L representa la pérdida de altura por unidad de longitud de la conducción. A este valor se le llama pendiente de la línea de energía y se lo denomina J.

## Fórmulas experimentales
Existen varias fórmulas experimentales que relacionan la pendiente de la línea de energía con la velocidad de circulación del fluido. Cuando este es agua, quizás la más sencilla y más utilizada sea la fórmula de Manning (Para conductos abiertos como canales o tuberías parcialmente llenas. Las tuberías llenas y a presión tienen otro método aunque mantiene las mismas leyes de la hidráulica):
{\displaystyle V={\frac {1}{n}}\cdot R_{h}^{2 \over 3}\cdot J^{0,5}}
- {\displaystyle V} es la velocidad del fluido.
- {\displaystyle n} es el coeficiente de rugosidad, depende del material de la tubería
- {\displaystyle R_{h}} es el radio hidráulico de la sección (área / perímetro mojado = un cuarto del diámetro para conductos circulares a sección plena).
- {\displaystyle J} es la pendiente de la conducción.

En general, las alturas geométricas son un dato. De esta manera, conocidas las condiciones en un punto (por ejemplo, en un depósito la velocidad nula en la superficie y la presión es la presión atmosférica) y la geometría de la conducción, se pueden deducir las características del flujo (velocidad y presión) en cualquier otro.
, todas las pérdidas localizadas son solamente función de la velocidad, viniendo ajustadas mediante expresiones experimentales del tipo:
{\displaystyle Perdida\ localizada=K\cdot {\frac {v^{2}}{2g}}} (J) joule.
Los coeficientes K se encuentran tabulados en la literatura técnica especializada, o deben ser proporcionados por los fabricantes de piezas para conducciones. En general si se realiza el cálculo sin considerar las pérdidas localizadas, los errores cometidos resultan poco significativos a efectos prácticos. También se suele utilizar el concepto de longitud equivalente para el cálculo de pérdidas localizadas. En este caso, se calcula a partir del diámetro de la tubería y de los valores tabulados para cada tipo de elemento que pueda producir una pérdida localizada, una longitud que, multiplicada por las pérdidas unitarias J, da el valor de las pérdidas localizadas.